# Gaston Cardonne
Gaston Cardonne (Ceret, 3 de maig del 1905 - Ceret, 9 de desembre del 1971) va ser un polític català, senador entre el 1946 i el 1948.

## Biografia
Treballava a Hisenda quan, als anys 30 es feu membre del Partit Comunista Francès. Creà diverses cooperatives de producció i de consum a Ceret. Milità en la Federació autònoma de funcionaris, de què n'esdevingué secretari adjunt el 1935 i tresorer dels Pirineus Orientals l'any següent. A Brussel·les participà, el 1936, en la Trobada universal per la Pau promoguda per sindicats d'orientació comunista; al mateix temps era responsable del Socors Popular de Ceret i, en aquesta condició, ajudà refugiats de la guerra civil espanyola.
Amb l'adveniment de la Segona Guerra Mundial fou reclòs al camp d'internament de Djelfa (Algèria) pel règim de Vichy; acabada la contesa, presidí el comitè local de l'Alliberament de la seva vila natal el 1944. Elegit alcalde de Ceret, ocupà el càrrec entre el maig del 1945 i l'octubre del 1947; simultàniament, el setembre del 45 va ser elegit conseller general pel cantó de Ceret, amb mandat fins a l'octubre del 1951 i participà en les eleccions a l'Assemblea Constituent (21.10.1945) en la llista comunista de Léo Figuères, però no fou elegit. Un any més tard, el 8 de desembre, va ser triat per al Consell de la República en representació del Departament dels Pirineus Orientals; hi representà el grup comunista en la comissió econòmica, on participà en nombrosos debats pressupostaris i financers proposant-hi, entre altres temes, el restabliment de la línia de ferrocarril Arles-Prats de Molló, tancada des del 1937. Es presentà novament a les eleccions senatorials del 7.11.1948, però no fou elegit per 106 vots de 567.
Ceret li dedicà un carrer en homenatge.